# Cheile Vârghișului
Cheile Vârghișului este o arie protejată (arie specială de conservare — SAC, sit de importanță comunitară — SCI) din România, desemnată în scopul protejării biodiversității și menținerii într-o stare de conservare favorabilă a florei spontane și faunei sălbatice, precum și a habitatelor naturale de interes comunitar aflate în arealul zonei de protecție. Aceasta se întinde pe o suprafață de 866,5 ha, integral pe uscat.

## Localizare
Situl se întinde pe teritoriile administrative ale comunelor Vârghiș din județul Covasna și Merești din județul Harghita. Centrul sitului Cheile Vârghișului este situat la coordonatele 46°12′47″N 25°32′25″E / 46.212967°N 25.540344°E.

## Înființare
Arealul Cheile Vârghișului a fost declarat sit de importanță comunitară (ROSCI0036) în decembrie 2007 pentru a proteja 3 specii de animale. Situl a fost protejat și ca arie specială de conservare în iunie 2022. Acesta include rezervația naturală Cheile Vârghișului și peșterile din chei.

## Biodiversitate
Situată în ecoregiunea alpină din nordul Munților Perșani, aria protejată conține 7 habitate naturale: 	Pajiști uscate seminaturale și faciesuri de acoperire cu tufișuri pe substrat calcaros, 
Pante stâncoase calcaroase cu vegetație chasmofitică, Grote neexploatate turistic, Păduri tip Luzulo-Fagetum, Păduri de pantă, grohotiș sau ravene cu Tilio-Acerion, Vegetație de silvostepă eurosiberiană cu Quercus spp și 'Păduri dacice de fag (Symphyto-Fagion).
La baza desemnării sitului se află 17 specii faunistice protejate la nivel european sau aflate pe lista roșie a IUCN; astfel: 
- mamifere (10): urs brun (Ursus arctos), vidră de râu (Lutra lutra), liliacul cârn (Barbastella barbastellus), liliac cu aripi lungi (Miniopterus schreibersii), liliacul cu urechi de șoarece (Myotis blythii), liliac cu urechi mari (Myotis bechsteinii), liliacul cărămiziu (Myotis emarginatus), liliacul comun (Myotis myotis), liliacul cu potcoavă (Rhinolophus ferrumequinum), liliacul mic cu potcoavă (Rhinolophus hipposideros);
- pești (2): moioagă (Barbus petenyi), zglăvoacă (Cottus gobio);
- nevertebrate (5): gândac de apă (Carabus variolosus), gândacul roșu de stejar (Cucujus cinnaberinus), croitorul alpin (Rosallia alpina)[7], cosașul transilvan (Pholidoptera transsylvanica), melcul carenat bănățean (Chilostoma banaticum).[5]

Pe lângă speciile protejate aflate la baza desemnării sitului, pe teritoriul acestuia au mai fost identificate 6 specii din fauna sălbatică a României.